# Joris van den Oetelaar
Joris C.M. van den Oetelaar (15 november 1983) is een Nederlands bestuurder en politicus namens Forum voor Democratie (FVD). Hij is in het dagelijks leven directeur van Anglo European Studbook en bestuurslid van uitgeverij Amsterdam Media Group.
Sinds de oprichting is Van den Oetelaar lid van FVD. Sinds 28 maart 2019 is hij lid van Provinciale Staten in Noord-Brabant, vanaf 2021 ook als fractievoorzitter. Tijdens de Tweede Kamerverkiezingen van 2021 stond hij op plek 13; goed voor 897 stemmen. Bij de Eerste Kamerverkiezingen van 2023 werd Van den Oetelaar gekozen als lid van de Eerste Kamer. Zijn installatie vond plaats op 13 juni 2023.
Johan Dessing · Joris van den Oetelaar